# تیم موویستار
تیم موویستار (با کد MOV) یک تیم حرفه‌ای دوچرخه‌سواری جاده است که در مسابقات پروتور و تورهای بزرگ شرکت می‌کند. حامی این تیم، شرکت تلفن همراه اسپانیایی تلفونیکا است و تیم با نام موویستار که برند شرکت است، در مسابقات حضور دارد.
این تیم با نام رینولدز با هدایت آنخل آرویو تشکیل شد. سپس پدرو دلگادو که برندهٔ تور دو فرانس و ووئلتا بود، رئیس آن شد. سپس بانستو حامی این تیم شد که با این نام، میگل ایندوراین (برندهٔ ۵ بارهٔ تور دو فرانس) و آلکس زوله را در اختیار داشت. دفاتر تیم در اگوئس در بخش خودمختار نابارای اسپانیا قرار دارد.

## تاریخچه

### رینولد (۱۹۸۰–۱۹۸۹)
تیم در سال ۱۹۸۰ با نام تیم رینولد تشکیل شد و میگل اچاواری مدیر ورزشی آن بود. در ۱۹۸۲ پدرو دلگادو را به عنوان پشتیبان برای رهبر تیم آنخل آرویو به خدمت گرفت. آرویو در ووئلتا برنده شد، در حالی که تیمش پس از صدرنشینی او کنترل مسابقه را به دست گرفتند؛ ولی ۴۸ ساعت پس از پیروزی آرویو در ووئلتا تست دوپینگش به دلیل وجود متیل فنیدات مثبت شد. آرویو نخستین برندهٔ ووئلتا شد که صلاحیتش رد شد. دلگادو در سال ۱۹۸۵ از تیم رفت، ولی در ۱۹۸۸ برگشت و در تور دو فرانس ۱۹۸۸ و ووئلتای ۱۹۸۹ برنده شد.

### بانستو (۱۹۹۰–۲۰۰۳)
بانک اسپانیایی بانستو در ۱۹۹۰ میلادی حامی مالی اصلی تیم شد. دلگادو رهبر تیم در تور دو فرانس بود و میگل ایندوراین و خولیان گوروسپه در مسابقات هفتگی رهبر بودند. در سال‌های بعد، ایندوراین رهبر تیم شد و در پنج دورهٔ تور دو فرانس و دو دورهٔ جیرو دیتالیا به پیروزی رسید.

### جزایر بالئاری (۲۰۰۴–۲۰۰۵)
بخش گردشگری جزایر بالئاری در ۲۰۰۴ حامی مالی اصلی تیم شد و نام تیم به ایلس بالئارس-بانستو تغییر یافت. کز دیپارن در ۲۰۰۵ حامی دوم تیم شد و سپس در ۲۰۰۶ حامی مالی اصلی تیم شد.
تیم در تور دو فرانس ۲۰۰۵، رکابزنان قدرتمندی از جمله فرانسیسکو مانسبو، آلخاندرو والورده، ولادیمیر کارپتس و ایساک گالوز را در اختیار داشت. بهترین نتیجه توسط مانسبو کسب شد که در رده‌بندی اصلی در رتبهٔ چهارم قرار گرفت.

### کز دیپارن (۲۰۰۶–۲۰۱۰)
تیم در تور دو فرانس ۲۰۰۶ در رده‌بندی تیمی پنجم شد. در رده‌بندی انفرادی نیز اسکار پریرو دوم شد. البته نتیجهٔ آزمایش ادرار فلوید لندیس که برندهٔ تور بود، به دلیل استفاده از تستوسترون مثبت اعلام شد و پریرو پس از نزدیک به دو سال، به صورت رسمی به عنوان برندهٔ تور اعلام شد.

### موویستار (۲۰۱۱-)
در سال ۲۰۱۱ تنها موفقیت‌های تیم، برنده شدن ونتوسو و کیریینکا در دو مرحلهٔ جیرو دیتالیا و برنده شدن روی کاستا در یک مرحلهٔ تور دو فرانس بود.
در سال ۲۰۱۲ تیم به جمع تیم‌های بزرگ برگشت. بازگشت والورده پس از محرومیت دوساله، منجر به ادامهٔ موفقیت‌های تیم شد. رکابزنان تیم، عنوان‌هایی را در مسابقات مختلف به دست آوردند. از جمله در چند مرحله از هر یک از تورهای بزرگ به پیروزی رسیدند.
در سال ۲۰۱۳ نایرو کینتانا در تور دو فرانس دوم شد، عنوان سلطان کوهستان را به دست آورد و بهترین رکابزن جوان شناخته شد. هم‌چنین کاستا در مسابقات جهانی جاده به قهرمانی رسید.
تیم در سال ۲۰۱۴ تصمیم گرفت تاکتیک «تقسیم کن و پیروز شو» را در تورهای بزرگ به کار ببرد. کینتانا در جیرو، والورده در تور دو فرانس و هر دو در ووئلتا حضور یافتند. کینتانا در جیرو پیروز شد.
در تور دو فرانس ۲۰۱۵ در رده‌بندی تیمی، موویستار اول شد. هم‌چنین کینتانا و والورده در رده‌بندی اصلی در مکان‌های دوم و سوم ایستادند. کینتانا بهترین رکابزن جوان شناخته شد و در ردهٔ دوم سلطان کوهستان قرار گرفت. در ووئلتا نیز موویستار در رده‌بندی تیمی اول شد و پیراهن کوهستان به والورده رسید.
در فصل ۲۰۱۶، والورده در جیرو بر سکوی سوم ایستاد، کینتانا در تور در رتبهٔ سوم قرار گرفت و در ووئلتا قهرمان شد. هم‌چنین تیم موویستار در رده‌بندی تیمی به قهرمانی رسید.